# ヴァージル・フォックス
ヴァージル・フォックス（Virgil Fox, 1912年5月3日 - 1980年10月25日）はアメリカのオルガニスト。
イリノイ州プリンストンの生まれ。ボルティモアのピーポディー音楽院でルイス・ロバートに師事し、1926年にシンシナティでデビュー。1928年から1929年までシカゴでドイツ人オルガニストのヴィルヘルム・ミッデルシュルテに師事した後、1931年にロンドンのキングスウェイ・ホールとニューヨークのカーネギー・ホールで演奏した。1932年から1年間パリに留学し、マルセル・デュプレに師事。
1938年から1942年までピーポディー音楽院のオルガン科主任教授を務め、1946年から1962年までニューヨークのリヴァーサイド教会のオルガニストを務めた。第二次世界大戦中は積極的に慰問演奏をし、そのコンサートだけでも600回を数える。
1962年にはキャサリン・クロージャやエドワード・パワー・ビッグスらと共に、ニューヨークのフィルハーモニック・ホールにオルガンを設置する運動に参加した。1971年からは、ジャンルにとらわれず、電子オルガンを駆使して様々な場所で演奏活動を行い、オルガン音楽を知らない層への啓蒙を活発に行った。フロリダ州ウェストパームビーチで死去。